# مایکل انتونی (ورزشکار)
مایکل انتونی (انگلیسی: Michael Anthony؛ زادهٔ ۴ اکتبر ۱۹۵۷) بوکسور اهل گویان است.